# パーヴェル・ブラーホフ
パーヴェル・ペトロヴィチ・ブラーホフ（ロシア語: Павел Петрович Булахов, ラテン文字転写: Pavel Petrovich Bulakhov、1824年 - 1875年10月27日）は帝政ロシア時代のオペラ歌手（テノール）。

## 概要
家族
有名な音楽家の一族であるブラーホフ家の一員で、父親であるピョートル・アレクサンドロヴィチ・ブラーホフはモスクワ・ボリショイ劇場で活躍したテノール歌手。兄であるピョートル・ペトロヴィチ・ブラーホフは作曲家で多くのロシア・ロマンスを遺した。自身の妻であるアニーシヤ・ブラーホヴァはサンクトペテルブルクで活躍したソプラノ歌手である。
経歴
モスクワで生まれる。父親はまず一般教育を受けさせようと考え、彼をモスクワの第1ギムナジウムに入学させたが、父の死後、母親を説得してサンクトペテルブルク演劇学校入学を果たす。1849年、演劇学校卒業と同時にサンクトペテルブルク帝室劇場に迎えられ、グリンカの『皇帝に捧げた命』ソビーニン役でデビューを果たし成功を収める。強くはないが非常にやわらかく心地よい声のリリック・テノールとして知られ、同劇場の第1テノールとして20年以上にわたり活躍した。一方で役柄の音楽的な側面に固執し、役の精神を掘り下げない、セリフを暗記しないことが多いなどの批判もあったと伝えられる。ロシア・オペラではダルゴムイシスキーの『ルサルカ』の公爵、ムソルグスキーの『ボリス・ゴドゥノフ』の白痴（聖愚者）などの役柄を創唱した。1850年から1855年にかけてイタリア・オペラ団でも活躍し、オベールの『フラ・ディアヴォロ』（ロレンツオ）、マイアベーアの『悪魔のロベール』（ランボー）などで知られた。歌手として活動する傍ら作曲も行ったが、出版の際、兄ピョートルの作品との区別が難しく（略すといずれも「П.  Булахов」「П. П. Булахов」）混乱の一因となっている。
1875年10月27日、サンクトペテルブルクで没した。